# Onosma orientalis
Onosma orientalis är en strävbladig växtart som först beskrevs av Carl von Linné, och fick sitt nu gällande namn av Carl von Linné. Onosma orientalis ingår i släktet Onosma och familjen strävbladiga växter. Utöver nominatformen finns också underarten O. o. palmyrenum.

## Bildgalleri

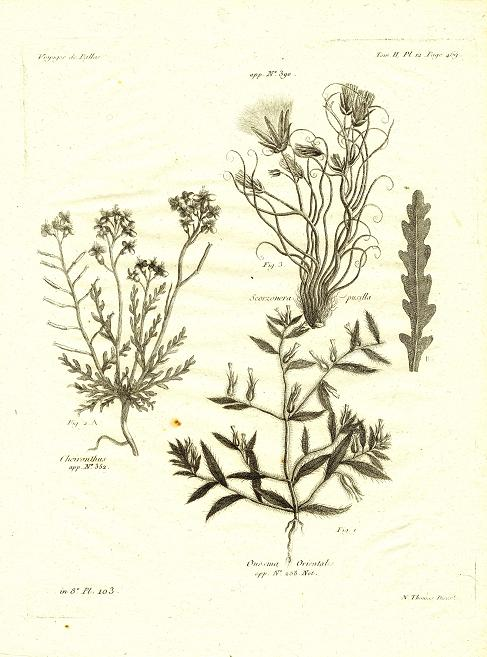